# دینگ شنگ
دینگ شنگ (انگلیسی: Ding Sheng؛ زادهٔ ۱۹۷۰ میلادی) یک کارگردان فیلم اهل چین است که همکاری زیادی به جکی چان داشته است.
از فیلم‌ها یا برنامه‌های تلویزیونی که وی در آن نقش داشته‌است، می‌توان به ببرهای راه‌آهن، داستان پلیس ۲۰۱۳ و بزرگ سرباز کوچک اشاره کرد.